# Sravana Bhargavi
Sravana Bhargavi (n. 26 de agosto de 1989) es una cantante de playback india, intérprete de temas musicales cantadas en Telugu. Ella estudió en el Vignan Institute of Technology and Science, actualmente ella se encuentra cursando en el M.B.A..  Su carrera musical se inició cuando se presentó en un programa de una radio-emisora de 92.7 Big FM en Hyderabad, India. Más adelante interpretó temas musicales para dos películas como Love Failure y Gabbar Singh. En el plano personal conoció al cantante Vedala Hemachandra, con quien tuvo una relación amorosa el 9 de diciembre de 2012 y se casaron el 14 de febrero de 2013.

## Discografía
| Canción                  | Película                    | Idioma  | Director musical              | Año  |
| ------------------------ | --------------------------- | ------- | ----------------------------- | ---- |
| "Simhamanti Chinnode"    | Simha                       | Telugu  | Chakri                        | 2010 |
| "Ale Bale"               | Theenmaar                   | Telugu  | Mani Sharma                   | 2012 |
| "Barbi Bommaki"          | Theenmaar                   | Telugu  | Mani Sharma                   | 2012 |
| "Bhoom Shakenaka"        | Khaleja                     | Telugu  | Mani Sharma                   | 2010 |
| "Ambadhari"              | Badrinath                   | Telugu  | M. M. Keeravani               | 2011 |
| "In the Night"           | Badrinath                   | Telugu  | M. M. Keeravani               | 2011 |
| "Preme Poynnadhile"      | Kandireega                  | Telugu  | S. S. Thaman                  | 2011 |
| "Dhammu Dhammu"          | Dammu                       | Telugu  | M. M. Keeravani               | 2012 |
| "Vastu Baagunde"         | Dammu                       | Telugu  | M. M. Keeravani               | 2012 |
| "Amma Ani Kothaga"       | Life is beautiful           | Telugu  | Mickey J. Meyer               | 2012 |
| "Google"                 | Rebel                       | Telugu  | Raghava Lawrence              | 2012 |
| "Joramochindi"           | Cameraman Ganga Tho Rambabu | Telugu  | Mani Sharma                   | 2012 |
| "panchcha Kattuko"       | Denikaina Ready             | Telugu  | Yuvan Shankar Raja and Chakri | 2012 |
| "Areyrey Pasi Manasa"    | Krishnam Vande Jagadgurum   | Telugu  | Mani Sharma                   | 2012 |
| "lachummamma Lachumamma" | Rajanna                     | Telugu  | M. M. Keeravani               | 2011 |
| "Bolo Bham Bham"         | Ninnindale                  | Kannada | Mani Sharma                   | 2014 |
| "Super Machi"            | S/O Satyamurthy             | Telugu  | Devi Sri Prasad               | 2015 |
| "Mummy Returns"          | A Aa                        | Telugu  | Mickey J Meyer                | 2016 |
| "Put Your Hands Up"      | Brahmotsavam                | Telugu  | Mickey J Meyer                | 2016 |